# 安田善兵衛
安田 善兵衛（やすだ ぜんべえ、1875年（明治8年）10月17日 - 1944年5月3日）は、日本の実業家。安田保善社理事、大垣共立銀行頭取、四国銀行頭取をはじめ、安田財閥および安田一族内において重要な役職を務めた。

## 経歴
明治8年10月17日、安田兵蔵の二男として生まれた。母・文子は安田善次郎の妹であった。幼名は定次郎。
叔父・善次郎の妻房子（ふさ）は藤田弥兵衛の四女であり、その縁で房子の姉・藤田袖子の養子（藤田弥兵衛の養孫）となって藤田家の家督を相続し、1896年（明治29年）に藤田善兵衛と改名した。1900年（明治33年）には安田銀行の無限責任社員となった。1907年（明治40年）には善次郎が引き受けた水戸鉄道を安田一族による経営とすべく、取締役に就任した。
1908年（明治41年）には藤田姓から安田姓に戻した。1911年（明治44年）、社債を安田銀行が引き受ける見返りとして、京浜電気鉄道の取締役に就任した。1920年（大正9年）には、安田保善社から一族の私的部分を分離した安田同族会の初代幹事に選任された。1921年には善次郎の急逝にともなって安田保善社の体制刷新があり、善兵衛は理事に就任した。

### 銀行経営への参画
1920年6月、徳島市に拠点を置く関西貯蓄銀行の経営再建を安田保善社が引き受けるにあたり、頭取に就任した。また1923年には、同じく安田が救済に乗り出した高知県の土佐銀行が同地の高知銀行と合併して四国銀行となり、その頭取の座に就いた。関西貯蓄銀行は関西銀行と改称したのち、1926年（大正15年）に四国銀行に吸収された。
1922年、当時の株式不況によって取引所機関銀行のひとつであった帝国商業銀行が経営危機に陥ると、安田保善社は経営を引き受け善兵衛が新会長に就任した。同年7月には大垣共立銀行頭取にも就任した。これらの系列銀行を安田銀行として合併するために管理会社として保善銀行が設立され、善兵衛はその監査役の任に就いた。しかし関東大震災により合併日が延期となったため、新安田銀行発足前に辞任した。なお、善兵衛はこの震災において、最初の妻ふじと娘やす子を平塚で失っている。
このほか、高知第三十七国立銀行、十七銀行、第九十八銀行の頭取、日本昼夜銀行取締役、興亜起業取締役、水戸鉄道取締役、京浜電気鉄道取締役、海岸電気軌道取締役、熊本電気取締役、共済生命保険監査役などを歴任した。
1944年（昭和19年）5月3日午前10時30分死去。家督は長男の良吉が相続した。

## 親族
- 父・兵蔵（? - ?）

- 旧姓井上。

- 母・文子（ブン）（? - ?）

- 安田善次郎の妹。

- 兄・安田善彦[24]。

- 第八十四銀行取締役などを務めた。

- 養母・藤田袖子（? - ?）

- 実母・文子の姉。

- 妻・ふじ（ふち）（1883年（明治16年）1月 - 1923年9月1日）

- 藤田源三郎の妹。関東大震災で被災し死亡。

- 長男・彌三郎（1902年（明治35年）8月 - ?）[2]
- 長女・袖子（1904年（明治37年）6月 - ?）[2]
- 二女・正世（1907年（明治40年）4月 - ?）[2]
- 二男・良吉（1909年（明治42年）7月29日 - ?）

- 明治大学政経学部卒、富士銀行支店や本店検査部を経て日本電工取締役などを歴任。

- 三女・孝子（1911年（明治44年）9月 - ?）[26]
- 四女・文世（1914年（大正3年）1月 - ?）[26]
- 五女・愛子（1916年（大正5年）8月 - ?）[26]
- 六女・鶴子（1919年（大正8年）6月 - ?）[26]
- 七女・やす子（? - 1923年9月1日）

- 関東大震災で被災し死亡。

- 後妻・いと（1895年（明治28年）2月 - ?）[27]

- 山田荘左衛門の妹。

- 三男・定之助（1926年（大正15年）11月 - ?）[27]